# Franz Carl Weiskopf
Franz Carl Weiskopf (pseudonym: Petr Buk, Pierre Buk, F. W. L. Kovacs, (3. dubna 1900 Praha  – 14. září 1955 Východní Berlín), byl pražský především německy píšící spisovatel, prozaik, publicista, novinář a překladatel německé prózy.

## Život
Pocházel z jazykově i národnostně smíšené rodiny. Otec Josef byl Čech a Žid, zaměstnaný jako bankovní úředník, matka Friderike, rozená Feigl, byla Němka Studoval germanistiku a historii na Univerzitě Karlově, studium ukončil titulem Dr. phil.
Roku 1921 se stal jedním z prvních členů Komunistické strany Československa. Aktivně vystupoval na kulturních a společenských akcích jako prostředník mezi skupinami německojazyčnou a českou. K jeho zájmům patřila německá a ruská literatura a její tvůrci v exilu, zajímal se rovněž o americkou a čínskou literaturou. V letech 1928 až 1933 žil a pracoval jako novinář a spisovatel na volné noze v Berlíně, odkud uprchl před Hitlerem. V letech 1933 až 1938 žil opět v Praze. V posledních letech první republiky redigoval Svět v obrazech, který spoluzakládal, a také protinacistický Volks-Illustrierte.
Koncem r. 1938 emigroval do Paříže a v r. 1940 se mu podařilo odcestovat USA a usadit se v New Yorku, kde se živil především politickou publicistickou a psaním protifašistické literatury. Od února 1947 pracoval jako tiskový rada na čs. generálním konzulátu v New Yorku a krátce po komunistickém převratu v ČSR 1948 byl (již 5. 3.) jmenován novým vyslaneckým radou na ambasádě ve Washingtonu. V prosinci téhož roku byl vybrán na funkci vyslance ve Švédsku a od května 1949 působil v této funkci ve Stockholmu. Ale už od ledna 1950 do března 1952 působil jako první velvyslanec v Čínské lidové republice. Brzy po svém odvolání z Pekingu mu byla (k 1. 5. 1952) udělena „bezplatná dovolená“ a v r. 1953 se vystěhoval do NDR.

## Dílo (výběr)
- Autor knihy Převrat. Jde o román z posledních dnů Rakouska a prvních let Československa.
- La tragédie tchécoslovaque (1938)
- The Firing Squad (1944)
- Czechoslovak anthology of creative writing (1945)
- Gesammelte Werke, Berlin(Ost), (1950-1960), 8 svazků
- Cesta do Kantonu: reportáže, povídky, poesie a ještě více (1953)